# Puzzeltijd Kids
Puzzeltijd Kids is de kindervariant van het volwassenen spelprogramma Puzzeltijd.
Het programma werd in 2002 wekelijks uitgezonden bij RTL 4. Het programma werd gepresenteerd door Marilou le Grand.
Tevens keert Puzzeltijd Kids regelmatig terug bij RTL 4. Met name in de zomer-, herfst- en kerstvakantie komt het programma weleens voor een week terug bij RTL.
In Puzzeltijd Kids nemen vier kinderen, in de leeftijd 9 tot 12 jaar het tegen elkaar op.
In vier rondes, met spellen als lettergrepen en de kruiswoordpuzzel, blijven er uiteindelijk twee kandidaten over die door mogen naar de halve finale. In de halve finale worden de kinderen onderworpen aan het spel Lettergek. Uiteindelijk mag de beste speler de spannende piramidefinale spelen. Hoofdprijzen lopen uiteen van portable spelcomputers tot televisies.